# Taeniolethrinops laticeps
Taeniolethrinops laticeps és una espècie de peix de la família dels cíclids i de l'ordre dels perciformes.

## Morfologia
- Els adults poden assolir 30 cm de longitud total.[2]

## Hàbitat
És una espècie de clima tropical.

## Distribució geogràfica
Es troba a Àfrica al llac Malawi.